# Roosevelt Skerrit
Roosevelt Skerrit (n. 8 de juny de 1972) és un polític de Dominica. El 7 de gener de 2004, va ser nominat per ser primer ministre del país i va prendre possessió l'endemà, en reemplaçament del primer ministre en funcions, Osborne Riviere. Va ser ministre d'educació al govern de Pierre Charles que va morir el 6 de gener de 2004. Skerrit és un dels governants més joves del món i és alumne de la Universitat de Mississipi. És membre del Partit Laborista de Dominica.